# 福岡県道740号上高橋善導寺停車場線
福岡県道740号上高橋善導寺停車場線（ふくおかけんどう740ごう かみたかはしぜんどうじていしゃじょうせん）は、福岡県三井郡大刀洗町から久留米市に至る一般県道である。

## 概要
三井郡大刀洗町大字上高橋から久留米市善導寺町飯田に至る。
大刀洗町立大刀洗小学校の近くから南下し、北野町で西鉄甘木線 大城駅を通り、JR九州久大本線 善導寺駅に至る。

### 路線データ
- 起点：福岡県三井郡大刀洗町大字上高橋（国道322号交点）
- 終点：福岡県久留米市善導寺町飯田（JR九州久大本線 善導寺駅前、福岡県道720号善導寺停車場耳納線起点）
- 実延長：7,546 m[1]

## 路線状況

### 重複区間
- 福岡県道81号久留米浮羽線（久留米市北野町大城）

### 道路施設

#### 橋梁
- 中川橋（三井郡大刀洗町）
- 鬼丸橋（陣屋川、久留米市）
- 池田橋（池田川、久留米市）
- 内畑橋（大坪川、久留米市）
- 大城橋（筑後川、久留米市、福岡県道81号久留米浮羽線重複区間内）
- 鎮西橋（巨瀬川、久留米市）
- 岩野橋（久留米市）
- 飯田橋（久留米市）

## 地理

### 通過する自治体
- 三井郡大刀洗町
- 久留米市

### 交差する道路
| 交差する道路                          | 市町村名 | 市町村名 | 交差する場所 | 交差する場所      |
| ------------------------------------- | -------- | -------- | ------------ | ----------------- |
| 国道322号                             | 三井郡   | 大刀洗町 | 大字上高橋   | 起点              |
| 佐賀県道・福岡県道14号鳥栖朝倉線      | 三井郡   | 大刀洗町 | 大字春日     |                   |
| 福岡県道741号中川北野線               | 三井郡   | 大刀洗町 | 大字中川     |                   |
| 福岡県道81号久留米浮羽線 重複区間起点 | 久留米市 | 久留米市 | 北野町大城   |                   |
| 福岡県道744号富多大城線               | 久留米市 | 久留米市 | 北野町大城   | 大城橋北交差点    |
| 福岡県道81号久留米浮羽線 重複区間終点 | 久留米市 | 久留米市 | 北野町大城   | 大城橋南交差点    |
| 国道210号                             | 久留米市 | 久留米市 | 善導寺町飯田 | 善導寺駅交差点    |
| 福岡県道720号善導寺停車場耳納線       | 久留米市 | 久留米市 | 善導寺町飯田 | 善導寺駅前 / 起点 |

### 交差する鉄道
- 西鉄甘木線

### 沿線
- 西鉄甘木線 大城駅
- 久留米市立大城小学校
- JR九州久大本線 善導寺駅